# La ragazza made in Paris
La ragazza made in Paris (Made in Paris) è un film del 1966 diretto da Boris Sagal.

## Trama
Una ragazza americana va a Parigi dove conosce un sarto e  un giornalista che mettono in crisi la sua relazione con un altro ragazzo ma alla fine capirà che è quest'ultimo quello con cui vuole stare.